# IBook

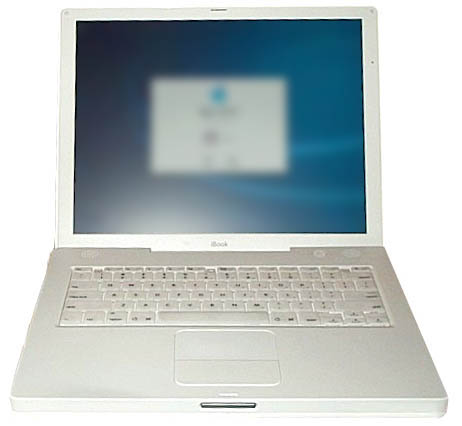
iBook G3 Dual USB

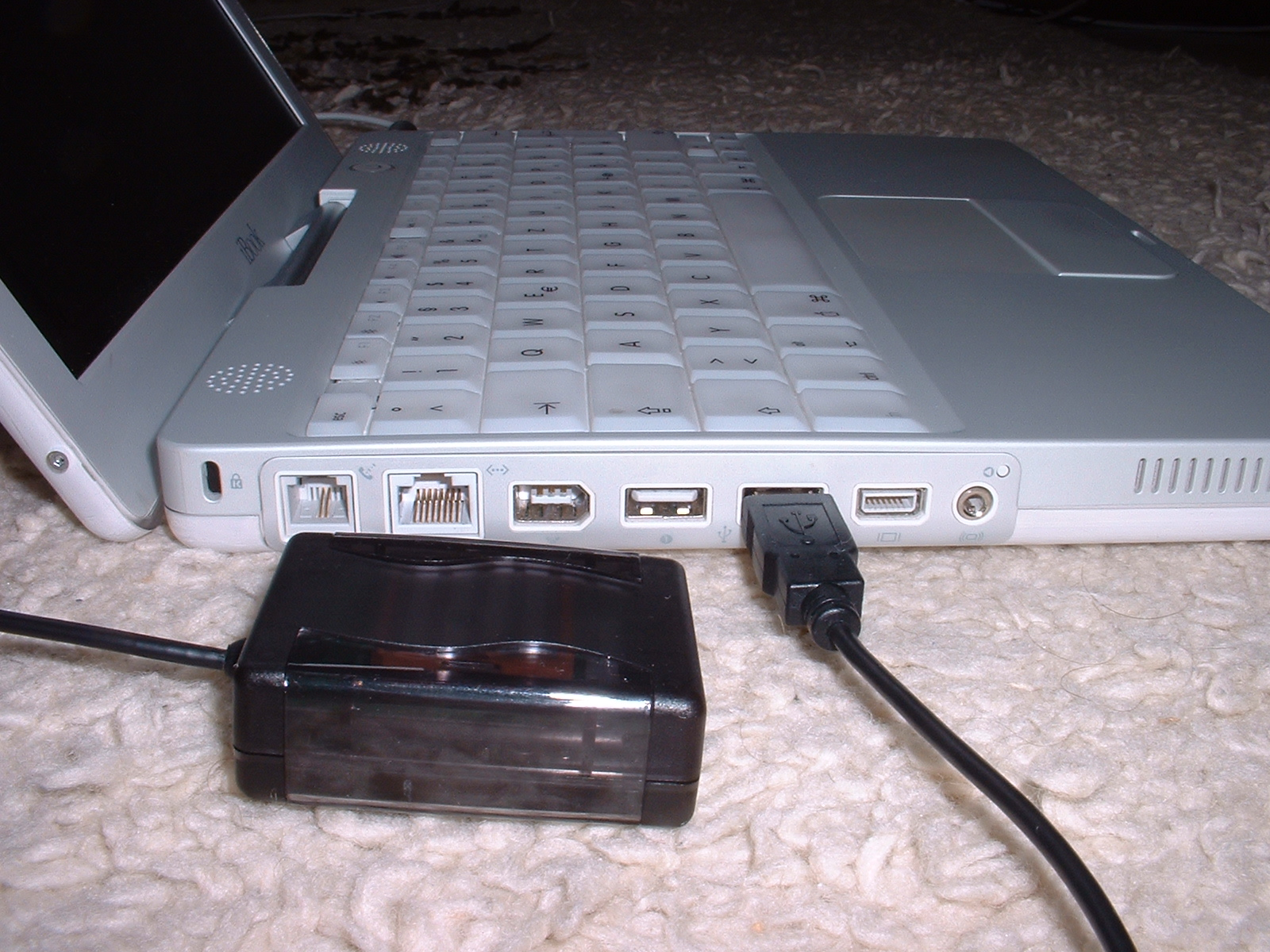
iBook z odbiornikiem GPS

iBook – linia nieprodukowanych już, niskobudżetowych laptopów firmy Apple. W roku 2006 linia została zastąpiona przez serię MacBook.

## iBook G3 Clamshell (300-466MHz)
iBook wprowadzony został na rynek w roku 1999 jako przenośny brat iMaca. Był reklamowany sloganem "iMac to go" i jako tańsza alternatywa dla laptopów linii PowerBook. Aby obniżyć cenę (w chwili wprowadzenia na rynek kosztował 1599 USD), projektanci nie wyposażyli komputera w porty rozszerzeń, wyjście wideo, port podczerwieni ani porty danych jak SCSI czy FireWire, został jednak wyposażony w nietypowe dla niskobudżetowych maszyn przenośnych elementy takie jak grafika AGP, uchwyt do noszenia czy zintegrowaną antenę do sieci radiowej. W kolejnych wersjach montowane były szybsze procesory, większe dyski i napęd DVD, uzupełniono też brakujący port – FireWire.

### Modele
| Komponent                    | iBook G3 Clamshell                                                                  | iBook G3 Clamshell                                             | iBook G3 Clamshell                                             |
| Wprowadzenie na rynek        | 21 lipca 1999 r.                                                                    | 16 lutego 2000 r.                                              | 13 września 2000 r.                                            |
| ---------------------------- | ----------------------------------------------------------------------------------- | -------------------------------------------------------------- | -------------------------------------------------------------- |
| Ekran                        | 12" aktywna matryca TFT, o rozdzielczości 800×600 pikseli                           | 12" aktywna matryca TFT, o rozdzielczości 800×600 pikseli      | 12" aktywna matryca TFT, o rozdzielczości 800×600 pikseli      |
| Kolory                       | Tangerine oraz Blueberry                                                            | Graphite                                                       | Graphite, Indigo, oraz Key Lime                                |
| Szyna FSB                    | 66 MHz                                                                              | 66 MHz                                                         | 66 MHz                                                         |
| Procesor                     | 300 MHz lub 366 MHz PowerPC G3                                                      | 366 MHz PowerPC G3                                             | 366 MHz lub 466 MHz PowerPC G3                                 |
| Pamięć RAM                   | 32 MB lub 64 MB (wlutowana) Rozszerzalna do 544 MB (288 MB lub 320 MB według Apple) | 64 MB (wlutowana) Rozszerzalna do 576 MB (320 MB według Apple) | 64 MB (wlutowana) Rozszerzalna do 576 MB (320 MB według Apple) |
| Grafika                      | ATI Rage Mobility (2× AGP), 4 MB SDRAM                                              | ATI Rage Mobility (2× AGP), 4 MB SDRAM                         | ATI Rage Mobility (2× AGP) 8 MB SDRAM                          |
| Dysk twardy                  | 3.2 GB lub 6 GB ATA                                                                 | 6 GB ATA                                                       | 10 GB ATA                                                      |
| Łączność Wi-Fi               | Opcjonalnie Karta AirPort 802.11b                                                   | Opcjonalnie Karta AirPort 802.11b                              | Opcjonalnie Karta AirPort 802.11b                              |
| Napęd optyczny               | Napęd CD-ROM 24x                                                                    | Napęd CD-ROM 24x                                               | Napęd CD-ROM 24× lub napęd DVD-ROM 4x                          |
| Porty                        | USB 1.1, 3.5mm słuchawkowe, 10/100 Ethernet                                         | USB 1.1, 3.5mm słuchawkowe, 10/100 Ethernet                    | USB 1.1, FireWire 400, 3.5mm słuchawkowe, 10/100 Ethernet      |
| Domyślny system operacyjny   | Mac OS 8.6                                                                          | Mac OS 9.0.2                                                   | Mac OS 9.0.4                                                   |
| Maksymalny system operacyjny | Mac OS X 10.3.9 "Panther" oraz Mac OS 9.2.2                                         | Mac OS X 10.3.9 "Panther" oraz Mac OS 9.2.2                    | Mac OS X 10.4.11 "Tiger" oraz Mac OS 9.2.2                     |
| Masa                         | 3.0 kg                                                                              | 3.0 kg                                                         | 3.0 kg                                                         |
| Wymiary                      | 1.8×13.5×11.6 cali                                                                  | 1.8×13.5×11.6 cali                                             | 1.8×13.5×11.6 cali                                             |

- Wszystkie zmiany między modelami zostały zaznaczone pogrubieniem.

## iBook G3 Dual USB (500-900MHz)
1 maja 2001 roku Apple zaprezentowało nowego iBooka, odchodząc, podobnie jak w modelu iMac, od wielobarwnej, częściowo przezroczystej obudowy. Nowy model, zwany nieoficjalnie "iceBook", lub bardziej oficjalnie – iBook Dual USB, ze względu na dwa porty USB, wyposażony został w znacznie mniej obłą obudowę z białego plastiku i promowany był jako mały, przenośny komputer dla uczniów i studentów (do iBooka dodawany był plecak). Poprawione zostały wszystkie parametry z wyjątkiem dysku, zmniejszona została cena – 1299 USD. Kolejne wersje białego iBooka miały coraz lepsze parametry. W styczniu 2002 Apple wprowadziło model 14".

### Modele
| Komponent                    | iBook G3 Dual USB                                                                                                   | iBook G3 Dual USB                                                                                                   | iBook G3 Dual USB                                                                                                   | iBook G3 Dual USB | iBook G3 Dual USB | iBook G3 Dual USB |
| Wprowadzenie na rynek        | 1 maja 2001 r. | 16 października 2001 r.                                                                                             | 7 stycznia 2002 r.                                                                                                  | 20 maja 2002 r. | 6 listopada 2002 r. | 22 kwietnia 2003 r. |
| ---------------------------- | --- | --- | --- | --- | --- | --- |
| Ekran                        | 12.1" aktywna matryca TFT XGA, o rozdzielczości 1024×768 pikseli                                                    | 12.1" aktywna matryca TFT XGA, o rozdzielczości 1024×768 pikseli                                                    | 14.1" aktywna matryca TFT XGA, o rozdzielczości 1024×768 pikseli                                                    | 12.1" lub 14.1" aktywna matryca TFT XGA, o rozdzielczości 1024×768 pikseli                                                             | 12.1" lub 14.1" aktywna matryca TFT XGA, o rozdzielczości 1024×768 pikseli                                                             | 12.1" lub 14.1" aktywna matryca TFT XGA, o rozdzielczości 1024×768 pikseli                                                             |
| Wykończenie                  | przeźroczyste | przeźroczyste | przeźroczyste | przeźroczyste | przeźroczyste (12" model 32 VRAM, 14" model), nieprzeżroczyste (12" model 16 VRAM)                                                     | nieprzeźroczyste |
| Szyna FSB                    | 66MHz | 66MHz | 100MHz | 100MHz | 100MHz | 100MHz |
| Procesor                     | 500MHz PowerPC G3, 256kb L2 cache                                                                                   | 500MHz lub 600MHz PowerPC G3, 256kb L2 cache                                                                        | 600MHz PowerPC G3, 256kb L2 cache                                                                                   | 600MHz lub 700MHz PowerPC G3, 512kb L2 cache (12.1"), 700MHz (14.1")                                                                   | 700MHz lub 800MHz PowerPC G3, 512kb L2 cache (12.1"), 800MHz (14.1")                                                                   | 800MHz lub 900MHz PowerPC G3, 512kb L2 cache (12.1"), 900MHz (14.1")                                                                   |
| Pamięć RAM                   | 64MB lub 128MB (wlutowana) Rozszerzalna do 576MB lub 640MB)                                                         | 128MB (wlutowana) Rozszerzalna do 640MB                                                                             | 128MB (wlutowana) Rozszerzalna do 640MB                                                                             | 128MB (wlutowana) Rozszerzalna do 640MB                                                                                                | 128MB (wlutowana) Rozszerzalna do 640MB                                                                                                | 128MB (wlutowana) Rozszerzalna do 640MB                                                                                                |
| Grafika                      | ATI Rage Mobility 128 (2X AGP), 8 MB SDRAM                                                                          | ATI Rage Mobility 128 (2X AGP), 8 MB SDRAM                                                                          | ATI Rage Mobility 128 (2X AGP), 8 MB SDRAM                                                                          | ATI Mobility Radeon (2X AGP), 16 MB SDRAM                                                                                              | ATI Mobility Radeon 7500 (2X AGP), 16MB (700MHz) lub 32MB (800MHz) SDRAM                                                               | ATI Mobility Radeon 7500 (2X AGP), 32 MB SDRAM                                                                                         |
| Dysk twardy                  | 10GB ATA | 15GB lub 20GB (Opcjonalnie, dla modelu 600MHz) ATA                                                                  | 20GB ATA | 20GB ATA (12.1"), 30GB ATA (14.1") | 20GB (700MHz) lub 30GB (800MHz) ATA (12.1"), 30GB ATA (14.1")                                                                          | 30GB (800MHz) lub 40GB (900MHz) ATA (12.1"), 40GB ATA (14.1")                                                                          |
| Łączność WiFi                | Opcjonalnie Karta AirPort 802.11b                                                                                   | Opcjonalnie Karta AirPort 802.11b                                                                                   | Opcjonalnie Karta AirPort 802.11b                                                                                   | Opcjonalnie Karta AirPort 802.11b | Opcjonalnie Karta AirPort 802.11b | Opcjonalnie Karta AirPort 802.11b |
| Napęd optyczny               | Napęd CD-ROM lub DVD-ROM lub CD-RW lub DVD-ROM/CD-RW                                                                | Napęd CD-ROM (500Mhz) lub DVD-ROM lub DVD-ROM/CD-RW (600MHz)                                                        | Napęd DVD-ROM/CD-RW                                                                                                 | Napęd CD-ROM (600Mhz) lub DVD-ROM/CD-RW (700MHz) (12.1"), DVD-ROM/CD-RW (14.1")                                                        | Napęd CD-ROM (700Mhz) lub DVD-ROM/CD-RW (800MHz) (12.1"), DVD-ROM/CD-RW (14.1")                                                        | Napęd CD-ROM (800Mhz) lub DVD-ROM/CD-RW (900MHz) (12.1"), DVD-ROM/CD-RW (14.1")                                                        |
| Porty                        | Port Mini-VGA, 2x USB 1.1., FireWire 400, 10/100 Ethernet, modem 56k v.90, wbudowany mikrofon i gniazdo Kensington. | Port Mini-VGA, 2x USB 1.1., FireWire 400, 10/100 Ethernet, modem 56k v.90, wbudowany mikrofon i gniazdo Kensington. | Port Mini-VGA, 2x USB 1.1., FireWire 400, 10/100 Ethernet, modem 56k v.90, wbudowany mikrofon i gniazdo Kensington. | Port Mini-VGA, 2x USB 1.1., FireWire 400, 3.5mm słuchawkowe, 10/100 Ethernet, modem 56k v.90, wbudowany mikrofon i gniazdo Kensington. | Port Mini-VGA, 2x USB 1.1., FireWire 400, 3.5mm słuchawkowe, 10/100 Ethernet, modem 56k v.90, wbudowany mikrofon i gniazdo Kensington. | Port Mini-VGA, 2x USB 1.1., FireWire 400, 3.5mm słuchawkowe, 10/100 Ethernet, modem 56k v.90, wbudowany mikrofon i gniazdo Kensington. |
| Domyślny system operacyjny   | Mac OS 9.1 | Mac OS 9.2.1 / OS X 10.1                                                                                            | Mac OS 9.2.1 / OS X 10.1.2                                                                                          | Mac OS 9.2.2 / OS X 10.1.4 | Mac OS 9.2.2 / OS X 10.2.1 | Mac OS 9.2.2 / OS X 10.2.4 |
| Maksymalny system operacyjny | Mac OS X 10.4.11 "Tiger" oraz Mac OS 9.2.2                                                                          | Mac OS X 10.4.11 "Tiger" oraz Mac OS 9.2.2                                                                          | Mac OS X 10.4.11 "Tiger" oraz Mac OS 9.2.2                                                                          | Mac OS X 10.4.11 "Tiger" oraz Mac OS 9.2.2                                                                                             | Mac OS X 10.4.11 "Tiger" oraz Mac OS 9.2.2                                                                                             | Mac OS X 10.4.11 "Tiger" oraz Mac OS 9.2.2                                                                                             |
| Masa                         | 2,2 kg | 2,2 kg | 2,7 kg | 2,2 kg (12,1"), 2,7 kg (14,1") | 2,2 kg (12,1"), 2,7 kg (14,1") | 2,2 kg (12,1"), 2,7 kg (14,1") |
| Wymiary                      | 3,4 × 28,5 x 23,0 cm                                                                                                | 3,4 × 28,5 x 23,0 cm                                                                                                | 3,4 × 32,3 x 25,9 cm                                                                                                | 3,4 × 28,5 x 23,0 cm (12,1"), 3,4 × 32,3 x 25,9 cm (14.1")                                                                             | 3,4 × 28,5 x 23,0 cm (12,1"), 3,4 × 32,3 x 25,9 cm (14.1")                                                                             | 3,4 × 28,5 x 23,0 cm (12,1"), 3,4 × 32,3 x 25,9 cm (14.1")                                                                             |

## iBook G4 (800MHz-1.42GHz)
22 października 2003 pojawiła się wersja z procesorem G4, tym samym Apple ostatecznie wycofał procesor IBM PowerPC G3 z produkcji. Nowy model w serii, poza procesorem G4 Motoroli zyskał wydajniejszą grafikę, USB 2.0 i poprawioną komunikację bezprzewodową. Taca napędu została zastąpiona szczelinowym napędem. Każdy model zyskał także nieprzeźroczystą obudowę.

### Modele
| Ekran                        | 12.1" lub 14.1" aktywna matryca TFT XGA, o rozdzielczości 1024×768 pikseli                                                         | 12.1" lub 14.1" aktywna matryca TFT XGA, o rozdzielczości 1024×768 pikseli                                                         | 12.1" lub 14.1" aktywna matryca TFT XGA, o rozdzielczości 1024×768 pikseli                                                         | 12.1" lub 14.1" aktywna matryca TFT XGA, o rozdzielczości 1024×768 pikseli                                                         |
| Procesor                     | 800 (12.1"), 933MHz lub 1.0GHz (14.1") PowerPC G4 (7455)                                                                           | 1.07 lub 1.2 GHz (tylko 14.1") PowerPC G4 (7447A)                                                                                  | 1.2 GHz (12.1"), 1.33 GHz (14.1") PowerPC G4 (7447A)                                                                               | 1.33 GHz (12.1"), 1.42 GHz (14.1") PowerPC G4 (7447A)                                                                              |
| Cache                        | 64KB L1, 256KB L2 Cache (1:1) | 64KB L1, 512KB L2 Cache (1:1) | 64KB L1, 512KB L2 Cache (1:1) | 64KB L1, 512KB L2 Cache (1:1) |
| Szyna FSB                    | 133MHz | 133MHz | 133MHz | 133MHz (12.1"), 142MHz (14.1") |
| Pamięć RAM                   | 256 MB (128MB wlutowane) Rozszerzalne do 1.12 GB                                                                                   | 256 MB (wlutowane) Rozszerzalne do 1.25 GB                                                                                         | 256 MB (wlutowane) Rozszerzalne do 1.25 GB                                                                                         | 512 MB (wlutowane) Rozszerzalne do 1.5 GB                                                                                          |
| Grafika                      | ATI Mobility Radeon 9200 (4X AGP), 32 MB SDRAM                                                                                     | ATI Mobility Radeon 9200 (4X AGP), 32 MB SDRAM                                                                                     | ATI Mobility Radeon 9200 (4X AGP), 32 MB SDRAM                                                                                     | ATI Mobility Radeon 9550 (4X AGP), 32 MB SDRAM                                                                                     |
| Dysk Twardy                  | 30, 40, lub 60 GB | 30, 40, lub 60 GB | 30, 60, lub 80 GB 4200-rpm | 40, 60, 80, lub 100 GB 4200-rpm |
| Łączność WiFi                | Opcjonalna karta AirPort Extreme 802.11b/g                                                                                         | Opcjonalna lub wbudowana karta AirPort Extreme 802.11b/g                                                                           | Wbudowana karta AirPort Extreme 802.11b/g                                                                                          | Wbudowana karta AirPort Extreme 802.11b/g                                                                                          |
| Bluetooth                    | Opcjonalnie Bluetooth 1.1 | Opcjonalnie Bluetooth 1.1 | Opcjonalnie Bluetooth 1.1 | Wbudowany Bluetooth 2.0 + EDR |
| Dysk optyczny                | Napęd szczelinowy DVD/CD-RW Combo                                                                                                  | Napęd szczelinowy DVD/CD-RW Combo lub DVD-R/CD-RW SuperDrive                                                                       | Napęd szczelinowy DVD/CD-RW Combo lub DVD-R/CD-RW SuperDrive                                                                       | Napęd szczelinowy DVD/CD-RW Combo lub DVD±RW/CD-RW SuperDrive                                                                      |
| Porty                        | 2 – USB 2.0, 1 – FireWire 400, 10/100BASE-T Ethernet, modem 56k v.92, wbudowany mikrofon, 1 – 3.5mm gniazdo słuchawkowe, Mini-VGA. | 2 – USB 2.0, 1 – FireWire 400, 10/100BASE-T Ethernet, modem 56k v.92, wbudowany mikrofon, 1 – 3.5mm gniazdo słuchawkowe, Mini-VGA. | 2 – USB 2.0, 1 – FireWire 400, 10/100BASE-T Ethernet, modem 56k v.92, wbudowany mikrofon, 1 – 3.5mm gniazdo słuchawkowe, Mini-VGA. | 2 – USB 2.0, 1 – FireWire 400, 10/100BASE-T Ethernet, modem 56k v.92, wbudowany mikrofon, 1 – 3.5mm gniazdo słuchawkowe, Mini-VGA. |
| Minimalny system operacyjny  | Mac OS X 10.3 “Panther” | Mac OS X 10.3 "Panther" | Mac OS X 10.3 "Panther" | Mac OS X 10.4 "Tiger" |
| Maksymalny system operacyjny | Mac OS X 10.4.11 "Tiger" dla modelu 800Mhz, Mac OS X 10.5.8 "Leopard" dla modeli 933Mhz lub 1.0Ghz.                                | Mac OS X 10.5.8 "Leopard" | Mac OS X 10.5.8 "Leopard" | Mac OS X 10.5.8 "Leopard" |
| Masa                         | 2.2 kg (12.1"), 2.7 kg (14.1") | 2.2 kg (12.1"), 2.7 kg (14.1") | 2.2 kg (12.1"), 2.7 kg (14.1") | 2.2 kg (12.1"), 2.7 kg (14.1") |
| Wymiary                      | 3.4 × 28.4 x 23,1 cm (12.1"), 3.4 × 32.3 x 25,9 cm (14.1")                                                                         | 3.4 × 28.4 x 23,1 cm (12.1"), 3.4 × 32.3 x 25,9 cm (14.1")                                                                         | 3.4 × 28.4 x 23,1 cm (12.1"), 3.4 × 32.3 x 25,9 cm (14.1")                                                                         | 3.4 × 28.4 x 23,1 cm (12.1"), 3.4 × 32.3 x 25,9 cm (14.1")                                                                         |